# 新聞媒體
新聞媒體是大眾媒體的一個類別，指的是以新聞為主要表現形式的大眾媒體。之下可以再細分為印刷媒體（大眾媒體，報紙或雜誌），廣播媒體（广播，指廣播電台或電視台）與網際網路媒體。
此詞亦可指稱新聞媒體業者、旗下記者，及其媒體作品。

## 廣播电视
廣播是用聲音或影像訊號，透過無線電或電視纜線將節目傳給許多人的方法。在這兩種情況下，接受者分別稱為「聽眾」或「觀眾」。部份廣播媒體會使用編碼技術以提供訂閱頻道或付費節目之方式。
有時一廣播組織擁有許多頻道，以同時播放不同節目，例如TVBS與TVBS-N相對亦有許多廣播組織共用一頻道，分隔時段各自播放自己節目。
近年來因網際網路發展以及報紙本身的限制，因而有網路廣播之模式。

## 報紙
報紙是印刷於紙上之輕量出版品。報紙可依題材廣泛程度分成綜合性與專門性，或是照發行頻率分成日報、周刊、雙周刊、月刊甚至季刊等等。
綜合性的報紙針對所有時事作報導，多半包括政治、社會、財經、體育、天氣預報等版面，有些報紙會額外有社論、專欄或政治漫畫之類版面。報紙通常以照片輔助報導。
注重時效性的報紙通常以簡略文字報導新聞，以達到快速傳達訊息的效果。

## 新聞雜誌
新聞雜誌為專門介紹最近事件之雜誌。與報紙區隔，新聞雜誌通常會對報導事件做深入追蹤。

## 網路新聞媒體

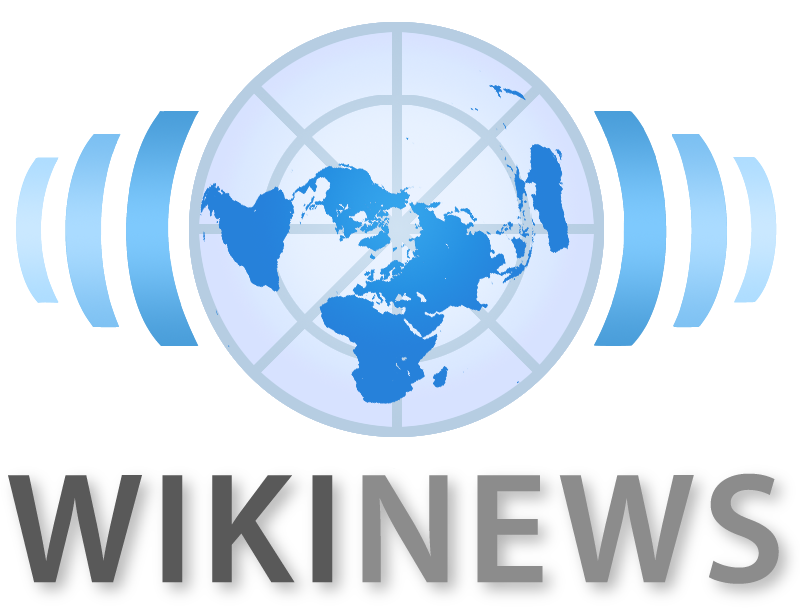
維基新聞標誌

網路新聞媒體是一於網際網路上報導之模式，如The News & Observer即為早期網路新聞媒體之一。
部份網路新聞媒體為擁有其他媒體形式之新聞組織將其新聞送至網路，亦有部份主要（甚至專門）於網路上進行傳播。
目前幾個重要的網路新聞媒體有英國之openDemocracy （页面存档备份，存于），美國之維基新聞，及加拿大之COA News （页面存档备份，存于）。